# Robyn Thorn
Robyn Jean Thorn później Robyn Nock (ur. 26 listopada 1945) – australijska pływaczka. Srebrna medalistka olimpijska z Tokio.
Zawody w 1964 były jej jedynymi igrzyskami olimpijskimi. Medal zdobyła w sztafecie 4 × 100 metrów stylem dowolnym. Australijską sztafetę tworzyły również Dawn Fraser, Janice Murphy i Lyn Bell. Zdobyła dwa medale Igrzysk Imperium Brytyjskiego i Wspólnoty Brytyjskiej w 1962. Indywidualnie była druga na 110 jardów stylem dowolnym oraz zwyciężyła w sztafecie w stylu dowolnym. 